# サーリフ・ハーッジー
アッ＝サーリフ・ハーッジー（アラビア語：الصالح صلاح زين الدين حاجي, 転写：as-Ṣāliḥ Ṣalāḥ Zein ad-Dīn Ḥajjī II、ハーッジー2世）は、マムルーク朝（バフリー・マムルーク朝）のスルターン（在位：1381年 - 1382年、1389年 - 1390年）。第26代スルターン・アシュラフ・シャーバーンの子。第27代スルターン・マンスール・アリーの弟にあたる。

## 生涯
1381年にマンスール・アリーが没した後、有力者である将軍バルクークが登位する噂が広まるが、他の将軍たちはブルジー・マムルーク（チェルケス系出身のマムルーク）であるバルクークの即位に反対していた。バルクークはバフリー・マムルーク（アイユーブ朝のスルターン・サーリフが創始したバフリーヤ軍団の出身者）の勢力が衰えるまで即位を延期するべきだと考え、マンスール・アリーの弟であるハーッジー2世を擁立した。ハーッジー2世の即位後、摂政となったバルクークが政務と軍事の全権を掌握した。
バフリー・マムルークの有力者たちが相次いで没した後にバルクークは即位を決意し、1382年11月にハーッジー2世は廃位される。
1389年にバルクークが反乱によって失脚した後、バルクークの政敵によってハーッジー2世が擁立され、一時的に復位する。1390年のダマスカス近郊の戦闘でハーッジー2世はバルクーク軍の捕虜となり、バルクークによって再び廃位された。 バルクークの復位により、カラーウーン家によるスルターン位の世襲は終わりを迎え、新たにブルジー・マムルーク朝が成立した。
ハーッジー2世は廃位後もカイロに住み続けることを許されたが、後に毒殺された。